# 托勒牧场
原海北州托勒牧场是青海省海北州属国营牧场。距祁连县209公里，东北与野牛沟乡相邻，西部与甘肃省肃南县毗邻，南与天峻县为界。总面积2556.69平方公里。“托勒”为蒙古语，一说兔子石（一说兔子多）而得名。
- 1955年青海省畜牧厅建场。
- 1958年，国家为研制原子弹、氢弹，在海晏县设立221厂，迁出牧民1715户，其中，461户，2183人迁往托勒牧场。牧场辖三个畜牧大队，两个专业性分场(黑裘皮分场、养鹿分场）。
- 1985年全场职工476人，居民2109人，有汉、藏、回、蒙古、土、撒拉、等六个民族。其后，该场一度发展成为青海省国营牧场之首。
- 2003年，撤场置央隆乡，隶属海北州祁连县。

托勒是两大山脉相夹的一块闭合草原，整个地区由托勒南山、托勒山和托勒河组成，两大山脉绵延于南北两侧，托勒河自东向西流贯全境，下游为甘肃省北大河。境内最高峰为瓦黄寺西岔主峰，海拔5287米，最低处二珠龙滩地，海拔3281米，场部驻地海拔3360米。南北两侧山脊高达4000米以上，常年积雪不化，现代冰川分布。区内由于受西北风环流和高山影响，风多且大，寒冷干旱，年均气温-3.2℃。年降水量272.7毫米，年均蒸发量1496.6毫米，牧草生长期135天左右，青草期100天。矿产资源有煤、玉石、大理石、金矿等。1985年存栏各类牲畜13.46万头（只），其中绵羊11.56万只、牛1.81万头、马900匹、鹿869头。尤以“西宁毛”、“黑羔皮”、鹿茸著名。